# Lars Stendahl
Lars Stendahl (i riksdagen kallad Stendahl i Stockholm), född 22 mars 1852 i Eldsberga församling, Hallands län, död 13 februari 1934 i S:t Görans församling, Stockholms stad, var en svensk stadsfiskal och riksdagsman.
Han var son till prästen Lars-Olov Stendahl i Eldsberga. I yngre dagar verkade han som mejerirådgivare och gårdsägare. Han gifte sig med Anna Christina Holm. De lämnade Halland 1880 och Lars fick tjänst vid polisen i Stockholm. Han blev förste stadsfiskal i huvudstaden. I riksdagen var han ledamot av första kammaren 1909–1912.
Han var far till Sten Stendahl. Sonen Olof Stendahl (1882–1940), gift med Sigrid Ljungqvist, studerade vid KTH och blev civilingenjör. År 1920 blev han direktör för Stockholms frihamn. Olof blev far till biskop Krister Stendahl (1921–2008).
Lars Stendahl är begravd på Norra begravningsplatsen utanför Stockholm.